# Българско републиканско самоуправление
Българското републиканско самоуправление (на унгарски: Bolgár Országos Önkormányzat) е конституционно определена форма на самоуправление на българите в Унгария. Председател е д-р Данчо Мусев.

## Статут
Съгласно Закона за правата на националните и етническите малцинства в Унгария българската общност има право да избира свои самоуправления, които са субсидирани от правителството на Унгария. Републиканското самоуправление се избира от всички българи в Унгария. Съществуват общо 31 районни и регионални самоуправления. Във всяка община на страната, където най-малко 30 души завявят своята принадлежност към някое от 13-те признати национални и етнически малцинства, се провеждат малцинствени избори на всеки 4 години на датата на обикновените местни избори.

## Ръководство
Ръководен състав към 28 октомври 2014 г.:
| Председател            | д-р Данчо Мусев |
| Заместник–председатели | Габриела Хаджикостова, Иван Караилиев и Димитранка Мишколци |
| Членове                | Борис Байчев, Драгета Белошинова, Йордан Бонев, д-р Димитър Иринков, Никола Кушев, Димитър Танев, Йордан Тютюнков, Галин Тютюнков, Янош Вълчев, Иванка Владова |

## Дейност
Българско републиканско самоуправление развива активна културна дейност в сътрудничество с Дружеството на българите в Унгария, подкрепя дейността на останалите български организации и формации като Малко театро, съставите „Росица“, „Янтра“, „Мартеница“, „Зорница“. Издава вестник „Български вести“ и българо-унгарското списание за култура и обществен живот „Хемус“. Всяко лято, съвместно с Българското младежко дружество и Българското самоуправление в гр. Шопрон, БРС организира едноседмичен фолклорен и езиков лагер за български и унгарски младежи от цялата страна.